# Als je begrijpt wat ik bedoel
Als je begrijpt wat ik bedoel  is een door Rob Houwer geproduceerde, avondvullende tekenfilm uit 1983 op basis van enkele  tekststripverhalen uit de Tom Poes-stripreeks  van Marten Toonder. De film is voor een belangrijk deel gebaseerd op het verhaal De zwelbast uit 1957 en enigszins op Het monster-ei uit 1942.

## Verhaal
Na een hevig onweer in de nacht van vrijdag de dertiende vinden Heer Bommel en Tom Poes een groot gestippeld ei, dat door een draak die in De Zwarte Bergen woont is achtergelaten bij slot Bommelstein. Uit het ei komt een klein draakje dat volkomen onschuldig is en niemand kwaad doet. Het beestje ziet Heer Bommel als zijn vader, omdat hij de eerste was die hij zag nadat hij uit het ei gekropen was. Heer Bommel neemt de zorg voor dit draakje op zich en noemt hem Zwelgje.
Zwelgje blijkt echter niet "zomaar" een draak te zijn. Het is een "zwelbast", die groeit en een wilde draak wordt als hij boos gemaakt wordt of als hij plezier heeft. Zijn groene stekels worden hierbij rood. Anderzijds krimpt een zwelbast ook weer wanneer hij bang of verdrietig is. Verder hebben zwelbasten een hekel aan water. Bovendien heeft de zwelbast een voorliefde voor glimmende zaken zoals munten, en is hij een geboren dief. Dit zorgt uiteraard voor de nodige problemen wanneer een gegroeide Zwelgje bijvoorbeeld in zijn plezier alles om zich heen omver maait. Bommel negeert waarschuwingen dat Zwelgje een wild dier is en in De Zwarte Bergen thuishoort, en staat erop hem als zijn zoon op te voeden.
Heer Bommel kan Zwelgje niet onder controle houden. Zo ruïneert de zwelbast bijvoorbeeld zijn eigen chique feestje. Bul Super en Hiep Hieper proberen van de gelegenheid gebruik te maken om een inbraak te plegen, maar dat mislukt. Bommel probeert Zwelgje door Dr. Zielknijper te laten behandelen om wat aan zijn gedrag te doen, maar Super en Hieper ontvoeren hem op de behandeltafel in de kliniek.
Super en Hieper gebruiken Zwelgje vervolgens om een bank te beroven. Zwelgje is nog erg jong en daardoor erg makkelijk te beïnvloeden, hij denkt dat het allemaal een spelletje is. Bommel verschijnt ter plekke om Zwelgje bestraffend toe te spreken, maar hierdoor zien de burgemeester Dickerdack en commissaris Bulle Bas Bommel aan voor de misdadiger en ze willen hem arresteren. Zwelgje redt Bommel door hem mee te nemen naar de Zwarte Bergen.
Het leven als vluchteling valt Heer Bommel erg zwaar, hij verlangt terug naar slot Bommelstein. Bommel verdwaalt in een bos aan de voet van de Zwarte Bergen en hallucineert over zijn bediende Joost en diens goede zorgen. In zijn waandenkbeelden loopt hij recht in de armen van de politie, die hem meteen arresteert.
Heer Bommel belandt in een cel en Dickerdack komt met een plan om ook Zwelgje te grijpen. De kans is namelijk zeer groot dat Zwelgje Bommel zal komen halen, omdat een zwelbast nooit zijn vader in de steek laat. Heer Bommel krijgt de opdracht om Zwelgje in dat geval op te roepen om zich over te geven, zelf zal Bommel dan van alle blaam worden gezuiverd. Als een gegroeide Zwelgje die avond inderdaad verschijnt, ontkent Bommel dat hij Zwelgjes vader is. De zwelbast, die zich hierdoor verraden voelt, krimpt van verdriet en onzekerheid. Dickerdack draagt Zwelgje over aan Bul Supers circus. 
Zwelgje is veel te depressief om op te treden, of zelfs maar te ontsnappen wanneer Tom Poes zijn kooi opent. Bommel kan het misbruik niet meer aanzien en arriveert ter plekke met een vuurspuit wanneer Super Zwelgje met de zweep wil slaan. Zwelgje groeit weer en keert zich tegen de twee boeven, waarbij de circustent wordt vernield. Super en Hieper proberen de opbrengst van de voorstelling veilig te stellen, maar Zwelgje verbrandt met zijn vurige adem het papiergeld. 
Zwelgje neemt Heer Bommel weer mee naar de voet van de Zwarte Bergen. Bommel heeft nu zijn les geleerd en ziet zich genoodzaakt afscheid te nemen van Zwelgje. Hoewel hem dit zwaar valt, doet hij het uiteindelijk toch. Eindelijk ziet hij zelf ook in dat beschaafde heren en zwelbasten niet kunnen samenleven. Hij neemt afscheid van Zwelgje, die weer teruggaat naar het land achter de Zwarte Bergen, waar hij thuishoort; hij beantwoordt de lokroep van zijn soortgenoten. Heer Bommel krijgt van de burgemeester gelukwensen met de afloop. Bediende Joost kan nu een gezellige slotmaaltijd uitserveren.

## Stemverdeling
De stemmen in de film zijn van (op alfabetische volgorde van achternaam van de acteur):
| Acteur                                             | Personage                      |
| -------------------------------------------------- | ------------------------------ |
| Fred Benavente                                     | Ollie B. Bommel                |
| Maya Bouma                                         | hoofdverpleegster              |
| Fred Emmer (die destijds ook echt nieuwslezer was) | nieuwslezer                    |
| Harrie Geelen                                      | Wammes Waggel                  |
| Arnold Gelderman                                   | journalist Argus               |
| Paul Haenen                                        | kruidenier Grootgrut           |
| Lo van Hensbergen                                  | burgemeester Dirk Dickerdack   |
| André van den Heuvel                               | Bul Super                      |
| Tonny Huurdeman                                    | Mevrouw Bas                    |
| Tonny Huurdeman                                    | buurvrouw Doddeltje            |
| Trudy Libosan                                      | Tom Poes                       |
| Gees Linnebank                                     | Hiep Hieper                    |
| Luc Lutz                                           | Joost                          |
| Sacco van der Made                                 | brigadier Snuf                 |
| Joan Remmelts                                      | Commissaris Bulle Bas          |
| Will van Selst                                     | de hoofdredacteur O. Fanth Mzn |
| Ger Smit                                           | brigadier Snuf (door megafoon) |
| Ger Smit                                           | Markies de Canteclaer          |
| Ger Smit                                           | Zielknijper                    |
| Elly van Stekelenburg                              | Mevrouw Dickerdack             |

## Achtergrond
De titel verwijst naar een van de uitdrukkingen die vaak door Heer Bommel wordt gebezigd. Bjørn Frank Jensen en Bert Kroon schreven op basis van twee Tom Poes-verhalen het scenario en regisseerden de film samen met Harrie Geelen. Ook Toonder zelf was betrokken bij de totstandkoming van de film, die uiteindelijk werd geproduceerd door Houwer. 
Toonder was zelf niet geheel gelukkig met de film. De film zou te veel het karakter van een slapstick gekregen hebben.
In 2005 is de film op dvd uitgebracht.

## Leesverhalen vs. de film
De film is in hoofdlijnen gebaseerd op het verhaal van De zwelbast. De geboorte van de draak geboren uit een ei is daarentegen ontleend aan een ander verhaal, Het monster-ei. Het plan van Bul Super om gasten op een chic feest te beroven is eerder vertoond in De doffe Doffer. In de film is de plaats van handeling het slot Bommelstein en in het genoemde verhaal het buitenverblijf van de markies de Canteclaer.

## Verschil met de Bommelverhalen
In het verhaal over de zwelbast kan Zwelgje praten. De verhaallijn begint met een weddenschap in de Kleine Club, waarbij heer Bommel wordt uitgedaagd een zwelbast te halen. Hij treft het diertje aan rond zijn kasteel, maar Zwelgje komt nooit het kasteel in. In de film komt het beest uit een ei gekropen in de fontein van het slot  en verblijft in het kasteel totdat hij wordt overgebracht naar de kliniek van dokter Zielknijper. 
In de film krijgt Wammes Waggel een bijrol als hulpje van bediende Joost, waarschijnlijk vanwege zijn prominente rol in het verhaal: Het monster-ei. 
Het laatste stuk van de film volgt het verhaal over de zwelbast redelijk nauwgezet, al zou Anne Marie Doddel nooit bij de slotmaaltijd hebben kunnen aanzitten, omdat ze ten tijde van Zwelgje nog geen onderdeel van de strip was.

## Cameo
Enkele scènes bevatten een cameo van personages uit de Bommelverhalen die in de film verder geen gesproken tekst hebben:
- Professor Zbygniew Prlwytzkofsky is te zien als deze tijdens het feest met enkele anderen door de zwelbast wordt gegrepen. Hij verschijnt nog een keer, als hij na het feest samen met drs. Zielknijper Bommelstein verlaat op het moment dat Dickerdack aan Bulle Bas de opdracht geeft om Bommel in de gaten te houden.
- Daarvoor is tijdens de tango een muis samen met zijn eega te zien die met elkaar aan het dansen zijn. Aangezien de journalist Argus (ook een muis) Bommelstein nog moet betreden, is het waarschijnlijk dat dit zijn neef Alexander Pieps (de assistent van  Prlwytzkofsky) betreft.
- In het circus van Super en Hieper zit in het publiek een kleine pad met een sigaar, waarschijnlijk betreft het hier de zakenman Amos W. Steinhacker.

## Moraal
Kenmerkend voor de verhalen van Maarten Toonder is de afwezigheid van een moraal:
¨‘Er is me wel eens gevraagd of mijn verhalen een boodschap hebben, en ik heb dat altijd ontkend. Ze vertolken wel een mening, maar als het een goed verhaal is, vertegenwoordigt die mening lang niet altijd een gangbare moraal. Het is dan een moraal uit een andere wereld, die lang niet altijd prettig of hoogstaand is.¨
De moraal in deze film is dan ook tegendraads. De hogere klasse (in de persoon van Heer Bommel) negeert de waarschuwingen van de middenklasse (in de persoon van Butler Joost en Tom Poes) en probeert een lid van de onderklasse (in de vorm van draak Zwelgje) op te werpen als een 'nobele wilde' in de geest van Jean-Jacques Rousseau. Uiteindelijk is de boodschap dat de hogere klasse zich niet in moet laten met zwelbasten. 

## Citaat
Een bekend citaat uit de film is "Zwelgje, zweeeeeelgje...", wanneer Heer Bommel Zwelgje zoekt.